# Iridopsis ciocolatinaria
Iridopsis ciocolatinaria là một loài bướm đêm trong họ Geometridae.